# Women’s Cricket World Cup 2022
Der Women’s Cricket World Cup 2022 war die zwölfte Ausgabe des Cricket World Cups der Frauen, der im One-Day-Format über 50 Over und wurde zwischen dem 4. März und 3. April 2022 in Neuseeland ausgetragen. Ursprünglich sollte der Wettbewerb als Women’s Cricket World Cup 2021 vom 30. Januar bis 20. Februar 2021 stattfinden, wurde jedoch im August 2020 auf Grund der COVID-19-Pandemie zunächst auf den Februar und März 2022, und dann auf die endgültigen Termine verschoben. Im Finale konnte sich Australien gegen England mit 71 Runs durchsetzen.

## Teilnehmer
Der Qualifikationsprozess bestand aus zwei Stufen. Zum einen wurde zwischen Oktober 2017 und März 2020 die ICC Women’s Championship 2017–20 zwischen acht Teams ausgetragen, dessen vier bestplatzierten Mannschaften sich für die Weltmeisterschaft qualifizierten. Dies war eine Änderung der ursprünglichen Planung, die vorsah, dass sich nur drei Mannschaften des Turniers qualifizieren würden. Des Weiteren war Gastgeber Neuseeland direkt qualifiziert.
| - Australien - England - Indien - Neuseeland - Südafrika |

Die drei unterlegenen Teams, die zwei Teams mit WODI-Status (Bangladesch und Irland), sowie fünf regionale Qualifikanten sollten im Jahr 2021 beim Women’s Cricket World Cup Qualifier 2021 in Sri Lanka um die drei verbliebenen Plätze spielen. Jedoch wurde das Turnier im Zuge des Aufkommens der SARS-CoV-2-Variante Omikron abgebrochen und so wurden die Plätze nach den Platzierungen in der Weltrangliste vergeben.
| - Bangladesch - Pakistan - West Indies |

## Austragungsorte
| Stadion         | Stadt           | Kapazität | Spiele                                |
| --------------- | --------------- | --------- | ------------------------------------- |
| Eden Park       | Auckland        | 50.000    | 2 Vorrundenspiele                     |
| Hagley Oval     | Christchurch    | 20.000    | 3 Vorrundenspiele; Halbfinale; Finale |
| University Oval | Dunedin         | 6.000     | 3 Vorrundenspiele                     |
| Seddon Park     | Hamilton        | 10.000    | 7 Vorrundenspiele                     |
| Bay Oval        | Mount Maunganui | 10.000    | 7 Vorrundenspiele                     |
| Basin Reserve   | Wellington      | 11.000    | 6 Vorrundenspiele                     |

## Format
Die acht Teams spielten in einer Gruppen gegen jede andere Mannschaft einmal. Die ersten vier der Gruppe spielten dann in Halbfinale und Finale den Weltmeister aus.

## Mannschaftskader
Als erstes benannte Indien seinen Kader am 6. Januar 2022. Es folgten Pakistan am 24. Januar Australien am 26. Januar, Neuseeland am 3. Februar, England am 10. Februar und die West Indies am 20. Februar.
| WODI | WODI | WODI | WODI |
| Australien | Bangladesch | England | Indien |
| --- | --- | --- | --- |
| - Meg Lanning (K) - Rachael Haynes (VK) - Darcie Brown - Nicola Carey - Ashleigh Gardner - Grace Harris - Alyssa Healy - Jess Jonassen - Alana King - Beth Mooney - Tahlia McGrath - Ellyse Perry - Megan Schutt - Annabel Sutherland - Amanda-Jade Wellington | - Nigar Sultana (K) - Fahima Khatun - Fariha Trisna - Fargana Hoque - Jahanara Alam - Lata Mondal - Murshida Khatun - Nahida Akter - Ritu Moni - Rumana Ahmed - Salma Khatun - Shamima Sultana - Sharmin Akhter - Sobhana Mostary - Suraiya Azmin            | - Heather Knight (K) - Tammy Beaumont - Katherine Brunt - Freya Davies - Charlie Dean - Sophia Dunkley - Kate Cross - Sophie Ecclestone - Tash Farrant - Amy Jones (wk) - Emma Lamb - Natalie Sciver - Anya Shrubsole - Lauren Winfield-Hill - Danni Wyatt  | - Mithali Raj (K) - Harmanpreet Kaur (VK) - Taniya Bhatia (wk) - Yastika Bhatia - Rajeshwari Gayakwad - Richa Ghosh (wk) - Jhulan Goswami - Smriti Mandhana - Sneh Rana - Deepti Sharma - Meghna Singh - Renuka Singh - Pooja Vastrakar - Shafali Verma - Poonam Yadav                |
| Pakistan | Neuseeland | Südafrika | West Indies |
| - Bismah Maroof (K) - Nida Dar (VK) - Aiman Anwer - Aliya Riaz - Anam Amin - Diana Baig - Fatima Sana - Ghulam Fatima - Javeria Khan - Muneeba Ali (wk) - Nahida Khan - Nashra Sandhu - Omaima Sohail - Sidra Ameen - Sidra Nawaz (wk)                         | - Sophie Devine (K) - Amy Satterthwaite (VK) - Suzie Bates - Lauren Down - Maddy Green - Brooke Halliday - Hayley Jensen - Fran Jonas - Jess Kerr - Amelia Kerr - Frances Mackay - Rosemary Mair - Katey Martin - Georgia Plimmer - Hannah Rowe - Lea Tahuhu | - Suné Luus (K) - Chloe Tryon (VK) - Tazmin Brits - Trisha Chetty - Lara Goodall - Shabnim Ismail - Sinalo Jafta - Marizanne Kapp - Ayabonga Khaka - Masabata Klaas - Lizelle Lee - Nonkululeko Mlaba - Mignon du Preez - Tumi Sekhukhune - Laura Wolvaardt | - Stafanie Taylor (K) - Anisa Mohammed (VK) - Aaliyah Alleyne - Shemaine Campbelle - Shamilia Connell - Deandra Dottin - Afy Fletcher - Cherry-Ann Fraser - Chinelle Henry - Kycia Knight - Hayley Matthews - Chedean Nation - Karishma Ramharack - Shakera Selman - Rashada Williams |

## Schiedsrichter
Als Offizielle benannte der ICC die folgenden Schiedsrichter des Turniers. Dabei wählten sie drei Referees und zwölf Umpires aus.
Die ausgewählten Spieloffiziellen sind:
| Name                     | Land        | Funktion/Panel |
| ------------------------ | ----------- | -------------- |
| Gary Baxter              | Neuseeland  | Referee        |
| GS Lakshmi               | Indien      | Referee        |
| Shandré Fritz            | Südafrika   | Referee        |
| Lauren Agenbag           | Südafrika   | Umpire         |
| Kim Cotton               | Neuseeland  | Umpire         |
| Ahmad Shah Pakteen       | Afghanistan | Umpire         |
| Ruchira Palliyaguruge    | Sri Lanka   | Umpire         |
| Claire Polosak           | Australien  | Umpire         |
| Suzanne Redfern          | England     | Umpire         |
| Langton Rusere           | Simbabwe    | Umpire         |
| Sharfuddoula Ibne Shahid | Bangladesch | Umpire         |
| Eloise Sheridan          | Australien  | Umpire         |
| Alexander Wharf          | England     | Umpire         |
| Jacqueline Williams      | Jamaika     | Umpire         |
| Alexander Wharf          | Australien  | Umpire         |

## Aufwärmspiele
Wie vor großen Turnieren üblich, finden vor dem World Cup Aufwärmspiele für die Teilnehmer statt, damit diese die Möglichkeit haben, sich auf die Bedingungen einzustellen. Bei diesen trägt jede Mannschaft jeweils zwei Spiele aus. Diese Spiele besitzen keinen WODI-Status.
| 27. Februar Scorecard | Lincoln | Australien 259-7 (50)          | – | West Indies 169-9 (50) |
|                       |         | Australien gewinnt mit 90 Runs |   |                        |

| 27. Februar Scorecard | Rangiora | Indien 244-9 (50)         | – | Südafrika 242-7 (50) |
|                       |          | Indien gewinnt mit 2 Runs |   |                      |

| 27. Februar Scorecard | Lincoln | Neuseeland 229 (45)            | – | Pakistan 233-6 (50) |
|                       |         | Pakistan gewinnt mit 4 Wickets |   |                     |

| 28. Februar Scorecard | Lincoln | England 310-9 (50)           | – | Bangladesch 201 (49.4) |
|                       |         | England gewinnt mit 109 Runs |   |                        |

| 28. Februar Scorecard | Lincoln | Australien 321 (49.3)            | – | Neuseeland 325-1 (43.1) |
|                       |         | Neuseeland gewinnt mit 9 Wickets |   |                         |

| 1. März Scorecard | Rangiora | Indien 258 (50)            | – | West Indies 177-9 (50) |
|                   |          | Indien gewinnt mit 81 Runs |   |                        |

| 1. März Scorecard | Rangiora | Südafrika 138-9 (35/35)       | – | England 139-4 (26.2/35) |
|                   |          | England gewinnt mit 6 Wickets |   |                         |

| 1. März Scorecard | Lincoln | Pakistan 199-7 (42/42)                   | – | Bangladesch 194 (41.2/42) |
|                   |         | Pakistan gewinnt mit 7 Runs (D/L method) |   |                           |

## Spielplan
| Gruppenphase März     | Fr. 4.  | Sa. 5.  | So. 6.  | Mo. 7. | Di. 8. | Mi. 9. | Do. 10. | Fr. 11. | Sa. 12. | So. 13. | Mo. 14. | Di. 15. | Mi. 16. | Do. 17. | Fr. 18. | Sa. 19. | So. 20. | Mo. 21. | Di. 22. | Mi. 23. | Do. 24. | Fr. 25. | Sa. 26. | So. 27. | Mo. 28. |
| --------------------- | ------- | ------- | ------- | ------ | ------ | ------ | ------- | ------- | ------- | ------- | ------- | ------- | ------- | ------- | ------- | ------- | ------- | ------- | ------- | ------- | ------- | ------- | ------- | ------- | ------- |
| Zeremonien            |         |         |         |        |        |        |         |         |         |         |         |         |         |         |         |         |         |         |         |         |         |         |         |         |         |
| Vorrunde              | 1       | 2       | 1       | 1      | 1      | 1      | 1       | 1       | 1       | 1       | 2       | 1       | 1       | 1       | 1       | 1       | 1       | 1       | 2       |         | 2       | 1       | 1       | 2       |         |
| Finalrunde März/April | Di. 29. | Mi. 30. | Do. 31. | Fr. 1. | Sa. 2. | So. 3. |         |         |         |         |         |         |         |         |         |         |         |         |         |         |         |         |         |         |         |
| Zeremonien            |         |         |         |        |        |        |         |         |         |         |         |         |         |         |         |         |         |         |         |         |         |         |         |         |         |
| Finalrunde            |         | 1       | 1       |        |        | 1      |         |         |         |         |         |         |         |         |         |         |         |         |         |         |         |         |         |         |         |

| Farblegende                  |
| Eröffnungs- und Schlussfeier |
| Vorrunde                     |
| Halbfinale                   |
| Finale                       |

## Vorrunde
Der Spielplan für das Turnier wurde am 15. Dezember 2020 vom ICC bekanntgegeben.
Tabelle
| Vorrunde    | Sp. | S | N | NR | P  | NRR    |
| ----------- | --- | - | - | -- | -- | ------ |
| Australien  | 7   | 7 | 0 | 0  | 14 | +1.283 |
| Südafrika   | 7   | 5 | 1 | 1  | 11 | +0.078 |
| England     | 7   | 4 | 3 | 0  | 8  | +0.949 |
| West Indies | 7   | 3 | 3 | 1  | 7  | –0.885 |
| Indien      | 7   | 3 | 4 | 0  | 6  | +0.642 |
| Neuseeland  | 7   | 3 | 4 | 0  | 6  | +0.027 |
| Bangladesch | 7   | 1 | 6 | 0  | 2  | –0.999 |
| Pakistan    | 7   | 1 | 6 | 0  | 2  | –1.313 |

Spiele
| 4. März Scorecard | Mount Maunganui | West Indies 259-9 (50)         | – | Neuseeland 256 (49.5) |
|                   |                 | West Indies gewinnt mit 3 Runs |   |                       |

Neuseeland gewann den Münzwurf und entschied sich als Feldmannschaft zu beginnen. Von den Eröffnungs-Batterinnen der West Indies konnte sich zunächst Hayley Matthews etablieren. An ihrer Seite erzielten die Kapitänin Stafanie Taylor 30 Runs und Shemaine Campbelle 20 Runs, bevor Matthews nach einem Century über 119 Runs aus 128 Bällen ihr Wicket verlor. Von den verbliebenen Batterinnen konnte Chedean Nation 36 Runs erzielen. Beste Bowlerin für Neuseeland war Lea Tahuhu mit 3 Wickets für 57 Runs. Von den neuseeländischen Eröffnungs-Batterinnen konnte sich die Kapitänin Sophie Devine etablieren. An ihrer Seite erzielten Amelia Kerr 13 Runs und Amy Satterthwaite 31 Runs. Dennoch verloren die meisten Partnerinnen an der Seite von Devine zumeist früh ihre Wickets und ihre Bälle wurden mehrfach fallen gelassen. Erst Katey Martin gelang es sich dann an ihrer Seite zu etablieren. Devine verlor nach einem Century über 108 Runs aus 127 Bällen ihr Wicket. Zusammen mit Jess Kerr konnte Martin dann die benötigten Runs auf 6 für das letzte Over reduzieren. In diesem verlor Martin nach 44 Runs ihr Wicket und Kerr nach 25 Runs. Zwei Bälle vor Schluss verlor Neuseeland dann durch ein Run Out das letzte Wicket. Beste Bowlerinnen für die West Indies waren mit jeweils 2 Wickets: Deandra Dottin für 2 Runs, Hayley Matthews für 41 Runs und Anisa Mohammed für 60 Runs. Als Spielerin des Spiels wurde Hayley Matthews ausgezeichnet.
| 5. März Scorecard | Dunedin | Südafrika 207 (49.5)          | – | Bangladesch 175 (49.3) |
|                   |         | Südafrika gewinnt mit 32 Runs |   |                        |

Bangladesch gewann den Münzwurf und entschied sich als Feldmannschaft zu beginnen. Von den südafrikanischen Eröffnungs-Battern konnte Laura Wolvaardt 41 Runs erreichen. Ihr folgte Kapitänin Suné Luus, an deren Seite Mignon du Preez 18 Runs erzielte. Daraufhin etablierte sich Marizanne Kapp und Luus schied nach 25 Runs aus. Chloe Tryon konnte dann zusammen mit Kapp eine Partnerschaft über 71 Runs aufbauen, bevor Tyron nach 39 Runs ausschied. Kapp erreichte 42 Runs, bis sie ihr Wicket verlor und als Südafrika im letzten Over ihr letztes Wicket verlor, hatten sie eine Vorgabe von 208 Runs für Bangladesch gestellt. Beste Bowlerin für Bangladesch war Fariha Trisna mit 3 Wickets für 35 Runs. Für Bangladesch erreichten die Eröffnungs-Batter Shamima Sultana und Sharmin Akhter eine Partnerschaft über 69 Runs. Sultana verlor ihr Wicket nach 27 Runs und kurz darauf Akhter nach 34 Runs. Ihnen folgte Rumana Ahmed und Kapitänin Nigar Sultana. Ahmed schied nach 21 Runs aus und Ritu Moni konnte an der Seite von Sultana 29 Runs erzielen. Sultana schied nach 29 Runs aus und Bangladesch gelang es nicht, die Vorgabe einzuholen. Beste Bowlerin für Südafrika war Ayabonga Khaka mit 4 Wickets für 32 Runs, die dafür als Spielerin des Spiels ausgezeichnet wurde.
| 5. März Scorecard | Hamilton | Australien 310-3 (50)          | – | England 298-8 (50) |
|                   |          | Australien gewinnt mit 12 Runs |   |                    |

England gewann den Münzwurf und entschied sich als Feldmannschaft zu beginnen. Für Australien konnte sich Rachael Haynes etablieren und nachdem an ihrer Seite Alyssa Healy 28 Runs erreichte, folgte Kapitänin Meg Lanning, mit der Haynes eine Partnerschaft über 196 Runs aufbaute. Lanning schied nach einem Half-Century über 86 Runs aus und es kam Beth Mooney aufs Feld. Haynes verlor im vorletzten Over nach einem Century über 130 Runs aus 131 Bällen ihr Wicket und Mooney beendete das Innings mit 27* Runs. Beste englische Bowlerin war Natalie Sciver mit 2 Wickets für 68 Runs. Für England konnte Eröffnungs-Batterin Tammy Beaumont zusammen mit der dritten Schlagfrau Heather Knight eine Partnerschaft über 92 Runs aufbauen. Knight verlor nach 40 Runs ihr Wicket und es folgte ihr Natalie Sciver. Beaumont schied nach einem Half-Century über 74 Runs aus. An der Seite von Sciver konnte Sophia Dunkley 28 Runs und Katherine Brunt 25 Runs, jedoch reichte dieses nicht die Vorgabe der Australierinnen einzuholen. Zum Ende des Innings hatte Sciver ein Century über 109* Runs aus 85 Bällen erzielt. Beste australische Bowlerin war Alana King mit 3 Wickets für 59 Runs. Als Spielerin des Spiels wurde Rachel Haynes ausgezeichnet.
| 6. März Scorecard | Mount Maunganui | Indien 244-7 (50)           | – | Pakistan 137 (47) |
|                   |                 | Indien gewinnt mit 108 Runs |   |                   |

Indien gewann den Münzwurf und entschied sich als Schlagmannschaft zu beginnen. Die indische Eröffnungs-Batterin Smriti Mandhana konnte zusammen mit der dritten Schlagfrau Deepti Sharma eine Partnerschaft über 92 Runs erzielen. Sharma verlor nach 40 Runs ihr Wicket und Mandhana nach einem Half-Century über 52 Runs. Nach ihnen konnten Sneh Rana und Pooja Vastrakar eine Partnerschaft von 122 Runs etablieren, bevor Vastrakar nach einem Fifty über 67 Runs ausschied. Rana konnte dann bis zum Ende des Innings 53* Runs erreichen und die Vorgabe für Pakistan auf 245 Runs erhöhen. Beste Bowlerinnen für Pakistan waren Nashra Sandhu mit 2 Wickets für 36 Runs und Nida Dar mit 2 Wickets für 45 Runs. Die pakistanische Eröffnungs-Batterin Sidra Ameen konnte sich etablieren und an ihrer Seite Javeria Khan 11 Runs und Kapitänin Bismah Maroof 15 Runs erreichen. Weitere Spielerinnen taten sich schwer zu etablieren. Aliya Riaz erreichte 11 Runs, Fatima Sana 17 Runs und Sidra Nawaz 12 Runs. Zum Abschluss konnte Diana Baig 24 Runs erzielen, was jedoch nicht reichte, um die indische Vorgabe einzuholen. Beste Bowlerin für Indien war Rajeshwari Gayakwad mit 4 Wickets für 31 Runs. Als Spielerin des Spiels wurde Pooja Vastrakar ausgezeichnet.
| 7. März Scorecard | Dunedin | Bangladesch 140-8 (50)           | – | Neuseeland 144-1 (20) |
|                   |         | Neuseeland gewinnt mit 9 Wickets |   |                       |

Neuseeland gewann den Münzwurf und entschied sich als Feldmannschaft zu beginnen. Für Bangladesch erzielten die beiden Eröffnungs-Batterinnen Shamima Sultana und Fargana Hoque eine Partnerschaft über 59 Runs. Nachdem Sultana 33 Runs erzielt hatte, folgte Kapitänin Nigar Sultana die 11 Runs erreichen konnte. An der Seite von Hoque konnte Sobhana Mostary noch 13 Runs erzielen, jedoch gelang es keiner anderen Spielerin noch eine zweistellige Run-Zahl zu erzielen. Nachdem Hoque nach einem Half-Century über 52 Runs ihr Wicket verloren hatte, beendete Bangladesch das Innings mit einer Vorgabe von 141 Runs für Neuseeland. Beste Bowlerin für Neuseeland war Amy Satterthwaite mit 3 Wickets für 25 Runs. Für Neuseeland konnten die Eröffnungs-Batterinnen Sophie Devine und Suzie Bates eine erste Partnerschaft aufbauen. Nachdem Devine nach 14 Runs ausgeschieden war, folgte Amelia Kerr, die zusammen mit Bates eine Partnerschaft über 108* Runs aufbaute und die Vorgabe von Bangladesch einholte. Bates erzielte dabei ein Half.Century über 79* Runs und Kerr 47* Runs. Das Wicket für Bangladesch erzielte Salma Khatun. Als Spielerin des Spiels wurde Suzie Bates ausgezeichnet.
| 8. März Scorecard | Mount Maunganui | Pakistan 190-6 (50)              | – | Australien 193-3 (34.4) |
|                   |                 | Australien gewinnt mit 7 Wickets |   |                         |

Australien gewann den Münzwurf und entschied sich als Feldmannschaft zu beginnen. Nachdem die Eröffnungs-Batterinnen früh ihre Wickets verloren konnte sich für Pakistan Kapitänin Bismah Maroof etablieren. An ihrer Seite erzielten Omaima Sohail 12 Runs, Aliya Riaz ein Half-Century über 53 Runs und Fatima Sana 14 Runs. Mit dem Ende des Innings hatte Maroof ein ungeschlagenes Fifty über 78 Runs erreicht. Beste Bolwerin für Australien war Alana King mit 2 Wickets für 24 Runs. Für Australien erreichten die Eröffnungs-Batterinnen Alyssa Healy und Rachael Haynes eine Partnerschaft über 60 Runs. Haynes schied nach 34 Runs aus und wurde durch Kapitänin Meg Lanning ersetzt, die 35 Runs erzielte. Ihr folgte Ellyse Perry und nachdem Healy nach einem Half-Century über 72 Runs ausschied, kam Beth Mooney auf das Feld. Perry und Mooney konnten dann die Vorgabe des pakistanischen Teams im 35. Over einholen. Zu diesem Zeitpunkt hatte Perry 26 Runs und Mooney 23 Runs erreicht. Beste Bowlerin für Pakistan war Omaima Sohail mit 2 Wickets für 39 Runs. Als Spielerin des Spiels wurde Alyssa Healy ausgezeichnet.
| 9. März Scorecard | Dunedin | West Indies 225-6 (50)         | – | England 218 (47.4) |
|                   |         | West Indies gewinnt mit 7 Runs |   |                    |

West Indies gewann den Münzwurf und entschied sich als Schlagmannschaft zu beginnen. Die west-indischen Eröffnungs-Batterinnen Deandra Dottin und Hayley Matthews konnten eine Partnerschaft über 81 Runs erzielen. Matthews schied nach 45 Runs aus und Dottin kurz danach nach 31 Runs. Daraufhin konnte dann Shemaine Campbelle zusammen mit Chedean Nation eine weitere Partnerschaft über 123 Runs erreichen. Campbelle verlor nach einem Half-Century über 66 Runs ihr Wicket, während Nation das Innings ungeschlagen mit 49* Runs beendete. Beste Bolwerin für England war Sophie Ecclestone. Von den englischen Eröffnungs-Batterinnen erzielte Lauren Winfield-Hill 12 Runs, während sich Tammy Beaumont zunächst etablierte. Nachdem mehrere Schlagfrauen früh ausschieden fand sie Danni Wyatt. Nachdem Beaumont nach 46 Runs ausgeschieden war, konnte Wyatt mit der hineinkommenden Sophia Dunkley eine Partnerschaft über 60 Runs aufbauen. Dunkley schied nach 38 Runs aus und Wyatt kurz danach nach 33 Runs. Es waren Sophie Ecclestone und Kate Cross denen es gelang eine weitere Partnerschaft aufzubauen. Nach 61 Runs in der Partnerschaft schied Cross jedoch im 48. Over nach 27 Runs aus und kurz danach fiel auch das letzte Wicket. Ecclestone hatte zu diesem Zeitpunkt 33* Runs erreicht. Beste Bowlerin für die West Indies war Shamilia Connell mit 3 Wickets für 38 Runs. Als Spielerin des Spiels wurde Shemaine Campbelle ausgeiehcnet.
| 10. März Scorecard | Hamilton | Neuseeland 260-9 (50)          | – | Indien 198 (46.4) |
|                    |          | Neuseeland gewinnt mit 62 Runs |   |                   |

Indien gewann den Münzwurf und entschied sich als Feldmannschaft zu beginnen. Nachdem Kapitänin Sophie Devine 35 Runs als Eröffnungs-Batterin erzielt hatte, konnten Amelia Kerr und Amy Satterthwaite eine Partnerschaft über 67 Runs aufbauen. Kerr schied nach einem Fifty über 50 Runs aus, woraufhin Maddy Green an der Seite von Satterthwaite 27 Runs erreichte. Ihr folgte Katey Martin, bevor Satterthwaite nach einem Half-Century über 75 Runs ausschied. Martin fand an ihrer Seite noch Frances Mackay die 13 Runs erreichte, bevor sie selbst nach 41 Runs ihr Wicket verlor und so eine Vorlage von 261 Runs für Indien entstand. Beste indische Bowlerin war Pooja Vastrakar mit 4 Wickets für 34 Runs. Von den Eröffnungs-Batterinnen der indischen Mannschaft konnte sich Yastika Bhatia etablieren. Nachdem sie nach 28 Runs ausgeschieden war, folgte eine Partnerschaft zwischen Kapitänin Mithali Raj und Harmanpreet Kaur über 47 Runs. Raj schied nach 31 Runs aus und an der Seite von Kaur konnte Sneh Rana 18 Runs erreichen. Es folgte Jhulan Goswami am Schlag, bevor Kaur nach einem Half-Century über 71 Runs ihr Wicket verlor. Goswami erreichte zum Abschluss noch 15 Runs und Meghna Singh 12* Runs, jedoch reichte dieses nicht um die Vorgabe der Neuseeländerinnen einzuholen. Beste Bowlerinnen für Neuseeland waren Lea Tahuhu mit 3 Wickets für 17 Runs und Amelia Kerr mit 3 Wickets für 56 Runs. Als Spielerin des Spiels wurde Amy Satterthwaite ausgezeichnet.
| 11. März Scorecard | Mount Maunganui | Südafrika 223-9 (50)         | – | Pakistan 217 (49.5) |
|                    |                 | Südafrika gewinnt mit 6 Runs |   |                     |

Pakistan gewann den Münzwurf und entschied sich als Feldmannschaft zu beginnen. Von den Eröffnungs-Batterinnen konnte sich Laura Wolvaardt etablieren. Zusammen mit Kapitänin Suné Luus erzielte sie eine Partnerschaft über 89 Runs. Wolvaardt schied nach einem Half-Century über 75 Runs aus und an der Seite von Luus konnte Chloe Tryon 31 Runs erreichen. Luus verlor dann nach eine Pertnerschaft mit Trisha Chetty ihr Wicket nach einem Fifty über 62 Runs, während Chetty mit dem letzten Ball nach 31 Runs ausschied. Beste Bowlerinnen für Pakistan waren Fatima Sana mit 3 Wickets für 43 Runs und Ghulam Fatima mit 3 Wickets für 43 Runs. Für Pakistan konnte sich Eröffnungs-Batterin leisten Nahida Khan etablieren. An ihrer Seite erzielte Sidra Ameen 12 Runs, bevor sich an ihrer Seite Omaima Sohail einfand. Khan und Sohail erzielten dann eine Partnerschaft über 69 Runs, bevor Khan nach 40 Runs ihr Wicket verlor. Ihr folgte Nida Dar, bevor Sohail nach einem Fifty über 65 Runs ausschied. An der Seite von Dar konnte Sidra Nawaz 11 Runs erzielen, bevor auch sie nach einem Half-Century über 55 Runs ausschied. Zum Abschluss erzielte Diana Baig 13 Runs, was jedoch nicht reichte, um die Vorgabe der südafrikanischen Mannschaft einzuholen. Beste Bowlerin für Südafrika war Shabnim Ismail mit 3 Wickets für 41 Runs, die auch als Spielerin des Spiels ausgezeichnet wurde.
| 12. März Scorecard | Hamilton | Indien 317-8 (50)           | – | West Indies 162 (40.3) |
|                    |          | Indien gewinnt mit 155 Runs |   |                        |

Indien gewann den Münzwurf und entschied sich als Schlagmannschaft zu beginnen. Für sie konnte sich Smriti Mandhana zu Beginn etablieren und an ihrer Seite Yastika Bhatia 31 Runs und Deepti Sharma 15 Runs erreichen. Daraufhin kam Harmanpreet Kaur auf das Feld und mit ihr konnte Mandhana eine Partnerschaft über 184 Runs aufbauen. Mandhana schied nach einem Century über 123 Runs aus 119 Bällen aus und Kaur konnte das Spiel unter anderem mit Pooja Vastrakar die 10 Runs erreichte fortsetzen. Kaur verlor dann ihr Wicket nach einem Century über 109 Runs aus 107 Bällen aus und die verbliebenen Batterinnen erhöhten die Vorgabe aus 318 Runs für die West Indies. Beste Bowlerin für die West Indies war Anisa Mohammed mit 2 Wickets für 59 Runs. Für die West Indies konnten Eröffnungs-Batterinnen Deandra Dottin und Hayley Matthews eine Partnerschaft über 100 Runs aufbauen. Dottin schied nach einem Half-Century über 62 Runs aus, während Matthews 43 erreichen konnte. Von den verbliebenen Batterinnen konnten nur noch Shemaine Campbelle mit 11 Runs und Chedean Nation mit 19 Runs zweistellige Run-Zahlen erzielen. Im 41. Over verlor man dann das letzte Wicket und verlor deutlich das Spiel. Beste Bowlerin für Indien war Sneh Rana mit 3 Wickets für 22 Runs. Als Spielerin des Spiels wurde Smriti Mandhana ausgezeichnet.
| 13. März Scorecard | Wellington | Australien 269-8 (50)           | – | Neuseeland 128 (30.2) |
|                    |            | Australien gewinnt mit 141 Runs |   |                       |

Neuseeland gewann den Münzwurf und entschied sich als Feldmannschaft zu beginnen. Nachdem die Eröffnungs-Batterinnen Rachel Haynes 30 Runs und Alyssa Healy 15 Runs erreichten, konnte Ellyse Perry zusammen mit Beth Mooney eine Partnerschaft über 57 Runs aufbauen. Nachdem Mooney nach 30 Runs ausgeschieden war, kam Tahlia McGrath auf das Feld und baute mit Perry eine Partnerschaft über 101 Runs auf. Perry verlor ihr Wicket nach einem Half-Century über 68 Runs und wurde gefolgt von Ashleigh Gardner. Nachdem McCrath nach einem Fifty über 57 Runs ausgeschieden war, beendete Gardner das Innings ungeschlagen mit 48* Runs. Beste neuseeländische Bowlerin war Lea Tahuhu mit 3 Wickets für 53 Runs. Von den neuseeländischen Eröffnungs-Batterinnen konnte Suzie Bates 16 Runs erreichen, bevor sich Amy Satterthwaite etablierte. An ihrer Seite erzielte unter anderem Katey Martin 19 Runs. Im 23. Over fand sich Lea Tahuhu am Schlag ein und die beiden konnte zusammen noch einmal 35 Runs erreichen. Satterthwaite schied nach 44 Runs aus und zwei Over später auch Tahuhu nach 23 Runs. Mit dem Fall ihres Wickets Stand die hohe Niederlage fest. Beste australische Nowlerin war Darcie Brown mit 3 Wickets für 22 Runs. Als Spielerin des Spiels wurde Ellyse Perry ausgezeichnet.
| 14. März Scorecard | Hamilton | Bangladesch 234-7 (50)         | – | Pakistan 225-9 (50) |
|                    |          | Bangladesch gewinnt mit 9 Runs |   |                     |

Pakistan gewann den Münzwurf und entschied sich als Feldmannschaft zu beginnen. In der Partnerschaft der bangladeschischen Eröffnungs-Batterinnen konnte Shamima Sultana zunächst 17 Runs erreichen, bevor sich Fargana Hoque etablierte. Sharmin Akhter verlor nach 44 Runs ihr Wicket, woraufhin Hoque zusammen mit Nigar Sultana eine Partnerschaft über 96 Runs erzielte. Sultana schied nach 46 Runs aus und an der Seite von Hoque konnte Rumana Ahmed 16 Runs hinzufügen. Hoque schied dann nach einem Half-Century über 71 Runs aus und die verbliebenen Batterinnen konnten die Vorgabe auf 235 Runs erhöhen. Beste Bowlerin für Pakistan war Nashra Sandhu mit 3 Wickets für 41 Runs. Die pakistanischen Eröffnungs-Batterinnen Nahida Khan und Sidra Ameen konnten eine Partnerschaft über 91 Runs erreichen. Khan schied nach 43 Runs aus und wurde durch Kapitänin Bismah Maroof ersetzt, die 31 Runs erreichte. In der Folge konnten an der Seite von Ameen noch Omaima Sohail 10 Runs und Diana Baig 12 Runs erreichen, bevor auch sie ihr Wicket nach einem Century über 104 Runs aus 140 Bällen verlor. Die verbliebenen Batterinnen konnten die Vorgabe nicht mehr einholen. Beste bangladeschische Bowlerin war Fahima Khatun mit 3 Wickets für 38 Runs, die auch als Spielerin des Spiels ausgezeichnet wurde.
| 14. März Scorecard | Mount Maunganui | England 235-9 (50)              | – | Südafrika 236-7 (49.2) |
|                    |                 | Südafrika gewinnt mit 3 Wickets |   |                        |

Südafrika gewann den Münzwurf und entschied sich, als Feldmannschaft zu beginnen. Für England konnte sich von den Eröffnungs-Batterinnen Tammy Beaumont etablieren. An ihrer Seite konnte Natalie Sciver 16 Runs erreichen, bevor Beaumont zusammen mit Amy Jones eine Partnerschaft über 53 Runs gelang. Nachdem Beaumont nach einem Fifty über 62 Runs ihr Wicket verloren hatte, schied Jones in der Partnerschaft mit Sophia Dunkley ebenfalls nach einem Half-Century über 53 Runs aus. An der Seite von Dunkley konnte Katherine Brunt 17 Runs erreichen, bevor Dunkley nach 26 Runs ausschied. Von den verbliebenen Batterinnen gelang Sophie Ecclestone 15 Runs und die Vorgabe konnte auf 236 Runs erhöht werden. Beste südafrikanische Bowlerin war Marizanne Kapp mit 5 Wickets für 45 Runs. Von den südafrikanischen Eröffnungs-Batterinnen konnte sich Laura Wolvaardt etablieren. An ihrer Seite erzielten Tazmin Brits 23 Runs und Kapitänin Suné Luus 36 Runs. Nachdem Wolvaardt ihr Wicket nach einem Half-Century über 77 Runs verloren hatte, konnte Marizanne Kapp 32 Runs und Chloe Tryon 15 Runs erreichen. Trisha Chetty (13* Runs) konnte dann zusammen mit Shabnim Ismail (5* Runs) im letzten Over den Sieg für Südafrika erringen. Beste englische Bowlerin war Anya Shrubsole mit 2 Wickets für 34 Runs. Als Spielerin des Spiels wurde Marizanne Kapp ausgezeichnet.
| 15. März Scorecard | Wellington | West Indies 131 (45.5)           | – | Australien 132-3 (30.2) |
|                    |            | Australien gewinnt mit 7 Wickets |   |                         |

Die West Indies gewannen den Münzwurf und entschieden sich als Schlagmannschaft zu beginnen. Für die West Indies fand Eröffnungs-Batterin Deandra Dottin die vierte Schlagfrau Stafanie Taylor für eine erste Partnerschaft. Dottin schied nach 16 Runs aus und wurde durch Shemaine Campbelle ersetzt, die 20 Runs erreichte. Weiterhin an der Seite von Taylor konnten Chinelle Henry und Aaliyah Alleyne jeweils 10 Runs erzielen, bevor Taylor nach einem Half-Century über 50 Runs ausschied. Die verbliebenen Batterinnen erhöhten die Vorgabe bis zum Verlust des letzten Wickets im 46. Over auf 132 Runs. Beste Bowlerinnen für Australien waren Ellyse Perry mit 3 Wickets für 22 Runs und Ashleigh Gardner mit 3 Wickets für 25 Runs. Für Australien konnte sich zunächst Rachael Haynes etablieren. An ihrer Seite erzielte Ellyse Perry 10 Runs, bevor sie Beth Mooney fand. Mit ihr zusammen konnte Haynes eine Partnerschaft über 74* Runs erzielen und so die Vorgabe im 31. Over einholen. Zu diesem Zeitpunkt hatte Haynes ein Half-Century über 83* Runs und Mooney 28* Runs erreicht. Die west.indischen Wickets erzielten Chinelle Henry, Hayley Matthews und Shamilia Connell. Als Spielerin des Spiels wurde Ellyse Perry ausgezeichnet.
| 16. März Scorecard | Mount Maunganui | Indien 134 (36.2)             | – | England 136-6 (31.2) |
|                    |                 | England gewinnt mit 4 Wickets |   |                      |

England gewann den Münzwurf und entschied sich als Feldmannschaft zu beginnen. Für Indien konnte sich Eröffnungs-Batterin Smriti Mandhana etablieren und an ihrer Seite Harmanpreet Kaur 14 Runs erzielen. Nachdem Mandhana nach 3 Runs ausgeschieden war, konnte Richa Ghosh zusammen mit Jhulan Goswami eine Partnerschaft über 37 Runs erreichen. Ghosh schied nach 33 Runs aus und Goswami kurz darauf nach 20 Runs. Die verbliebenen Batterinnen erhöhten die Vorgabe auf 135 Runs. Beste englische Bowlerin war Charlie Dean mit 4 Wickets für 23 Runs. Nachdem die englischen Eröffnungs-Batterinnen früh ausschieden konnten Kapitänin Heather Knight und Natalie Sciver eine Partnerschaft über 65 Runs aufbauen. Sciver schied nach 45 Runs aus und an der Seite von Knight konnte Amy Jones 10 Runs und Sophia Dunkley 17 Runs. In der Folge konnte Knight die Vorgabe im 32. Over einholen und hatte zu diesem Zeitpunkt ein Half-Century über 53 Runs erreicht. Beste indische Bowlerin war Meghna Singh mit 3 wickets für 26 Runs. Als Spielerin des Spiels wurde Charlie Dean ausgezeichnet.
| 17. März Scorecard | Hamilton | Neuseeland 228 (47.5)           | – | Südafrika 229-8 (50) |
|                    |          | Südafrika gewinnt mit 2 Wickets |   |                      |

Neuseeland gewann den Münzwurf und entschied sich als Schlagmannschaft zu beginnen. Für Neuseeland konnte sich Eröffnungs-Batterin Sophie Devine etablieren und an ihrer Seite Amelia Kerr 42 Runs und Maddy Green 30 Runs erreichen. Danach gesellte sich Brooke Halliday an den Schlag und Devine verlor ihr Wicket nach einem Half-Century über 93 Runs. Halliday konnte bis zu ihrem ausscheiden 24 Runs erreichen, und die verbliebenen Batterinnen erhöhten die Vorgabe auf 229 Runs. Beste Bowlerinnen für Südafrika waren Shabnim Ismail mit 3 Wickets für 27 Runs und Ayabonga Khaka mit 3 Wickets für 31 Runs. Für Südafrika konnte sich Eröffnungs-Batterin Laura Wolvaardt etablieren und an ihrer Seite Lizelle Lee 17 Runs und Tazmin Brits 18 Runs erreichen. Daraufhin kam Sune Luus an den Schlag die zusammen mit Wolvaardt eine Partnerschaft über 88 Runs aufbaute. Wolvaardt verlor nach einem Fifty über 67 Runs ihr Wicket und kurz darauf schied auch Luus nach einem Half-Century über 51 Runs aus. In der Folge konnte Marizanne Kapp, unter anderem zusammen mit Chloe Tryon die 14 Runs erreichte, die Vorgabe im letzten Over einholen und dabei 34* Runs erzielen. Beste Bowlerin für Neuseeland war Amelia Kerr mit 3 Wickets für 50 Runs. Als Spielerin des Spiels wurde Marizanne Kapp ausgezeichnet.
| 18. März Scorecard | Mount Maunganui | West Indies 140-9 (50)         | – | Bangladesch 136 (49.3) |
|                    |                 | West Indies gewinnt mit 4 Runs |   |                        |

Bangladesch gewann den Münzwurf und entschied sich als Feldmannschaft zu beginnen. Für die West Indies konnten die Eröffnungs-Batterinnen Deandra Dottin und Hayley Matthews eine Partnerschaft über 29 Runs erreichen. Dottin schied nach 17 Runs aus und auch Matthews verlor kurz darauf ihr Wicket nach 18 Runs. Es war dann Shemaine Campbelle, die sich etablieren konnte und an ihrer Seite erreichte Afy Fletcher 17 Runs. Weiteren Batterinnen gelang es nicht sich an der Seite von Campbelle zu etablieren und so war das ungeschlagene Half-Century über 53 Runs bis zum Ende des Innings entscheidend für die Vorgabe von 141 Runs. Beste Bowlerinnen für Bangladesch waren mit jeweils 2 Wickets für 23 Runs Salma Khatun und Nahida Akter. Eine erste Partnerschaft für Bangladesch gelang Eröffnungs-Batterin Sharmin Akhter und Fargana Hoque. Nachdem Akhter nach 17 Runs ausgeschieden war, konnte Hoque eine weitere Partnerschaft mit Kapitänin Nigar Sultana aufbauen. Nach dieser verlor Hoque nach 23 Runs sein Wicket und Sultana fand mit Salma Khatun eine weitere Partnerin. Sultana schied dann nach 25 Runs aus und kurz darauf auch Khatun mit 23 Runs. Es war Nahida Akter der es fast gelang die Vorgabe einzuholen, doch verlor sie vorher ihre Partnerinnen und als das letzte Wicket fiel, hatte sie 25* Runs erreicht. Beste Bowlerinnen für die West Indies waren Hayley Matthews mit 4 Wickets für 15 Runs und mit jeweils 3 Wickets für 29 Runs Afy Fletcher und Stafanie Taylor. Als Spielerin des Spiels wurde Hayley Matthews ausgezeichnet.
| 19. März Scorecard | Auckland | Indien 277-7 (50)                | – | Australien 280-4 (49.3) |
|                    |          | Australien gewinnt mit 6 Wickets |   |                         |

Australien gewann den Münzwurf und entschied sich als Feldmannschaft zu beginnen. Nachdem die Eröffnungs-Batterinnen Smriti Mandhana 10 Runs und Shafali Verma 12 Runs erzielten konnte Yastika Bhatia zusammen mit Kapitänin Mithali Raj eine Partnerschaft über 130 Runs aufbauen. Nachdem Bhatia ihr Wicket nach einem Half-Century über 59 Runs ihr Wicket verloren hatte, konnte sich Harmanpreet Kaur etablieren. Raj schied nach einem Fifty über 68 Runs aus und Kaur fand abschließend Pooja Vastrakar für eine Partnerschaft über 64 Runs. Vastrakar verlor mit dem letzten Ball des Innings ihr Wicket nach 34 Runs und Kaur hatte zu diesem Zeitpunkt 57* Runs erreicht. Beste Bolwerin für Australien war Darcie Brown mit 3 Wickets für 30 Runs. Für Australien konnten die Eröffnungs-Batterinnen Rachael Haynes und Alyssa Healy eine Partnerschaft über 121 Runs erzielen. Healy verlor ihr Wicket nach einem Half-Century über 72 Runs und kurz darauf schied auch Haynes nach 43 Runs aus. Daraufhin bildete sich eine Partnerschaft zwischen Kapitänin Meg Lanning und Ellyse Perry, die zusammen 103 Runs erreichten. Nachdem Perry nach 28 Runs ausgeschieden war, folgte ihr Beth Mooney. Lanning verlor ihr Wicket nach 97 Runs und Mooney konnte dann mit 30* Runs die Vorgabe der indischen Mannschaft im letzten Over einholen. Beste indische Bowlerin war Pooja Vastrakar mit 2 Wickets für 43 Runs. Als Spielerin des Spiels wurde Meg Lanning ausgezeichnet.
| 20. März Scorecard | Auckland | Neuseeland 203 (48.5)        | – | England 204-9 (47.2) |
|                    |          | England gewinnt mit 1 Wicket |   |                      |

England gewann den Münzwurf und entschied sich als Feldmannschaft zu beginnen. Die neuseeländischen Eröffnungs-Batterinnen Suzie Bates und Sophie Devine konnten eine Partnerschaft über 61 Runs erzielen. Nachdem Bates nach 22 Runs ihr Wicket verloren hatte, musste Devine zunächst verletzt vom Feld. Daraufhin erzielten Amelia Kerr und Amy Satterthwaite jeweils 24 Runs, bevor sich Maddy Green etablierte. Devine kam zurück und schied nach insgesamt 41 Runs aus und an der Seite von Green konnte Jess Kerr als letzte Schlagfrau noch 14 Runs hinzufügen. Als dieses Wicket im vorletzten Over fiel, hatte Green ein Half-Century über 52 Runs erreicht und Neuseeland eine Vorgabe von 204 uns aufgestellt. Beste englische Bowlerinnen waren Kate Cross mit 3 Wickets für 35 Runs und Sophie Ecclestone für 3 Wickets für 41 Runs. Für England schied Eröffnungs-Batterin Danni Wyatt nach 12 Runs aus und wurde durch Kapitänin Heather Knight gefolgt. Nachdem Tammy Beaumont nach 25 Runs ihr Wicket verloren hatte, konnte sich Natalie Sciver etablieren. Knight schied nach 42 Runs aus und Sciver fand mit Sophia Dunkley eine neue Partnerin. Zusammen erzielten sie 70 Runs, bevor Dunkley nach 33 Runs ihr Wicket verlor und kurz darauf auch Sciver nach einem Half-Century über 61 Runs ausschied. Den verbliebenen Batterinnen gelang es dann die Vorgabe der Neuseeländerinnen einzuholen, wobei es Anya Shrubsole war die mit 7* Runs das letzte Wicket verteidigte und den Sieg zu sichern. Beste Bowlerin für Neuseeland war Frances Mackay mit 4 Wickets für 34 Runs. Als Spielerin des Spiels wurde Natalie Sciver ausgezeichnet.
| 21. März Scorecard | Hamilton | West Indies 87-7 (20/20)       | – | Pakistan 90-2 (20/20) |
|                    |          | Pakistan gewinnt mit 8 Wickets |   |                       |

Auf Grund von Regenfällen und einem nicht trocknenden Außenfeld wurde das Spiel auf 20 Over pro Seite verkürzt. Pakistan gewann den Münzwurf und entschied sich als Feldmannschaft zu beginnen. Eröffnungs-Batterin Deandra Dottin konnte mit Kapitänin Stafanie Taylor eine Partnerschaft aufbauen. Nachdem Dottin nach 27 Runs ihr wicket verlor, vielen weitere Wickets in kurzer Abfolge. Zuletzt fand Taylor Afy Fletcher und konnte mit ihr zusammen 31 Runs erreichen. Nachdem Taylor nach 18 Runs ausgeschieden war, konnte Fletcher mit 12* Runs das Innings beenden. Beste Bowlerin für Pakistan war Nida Dar mit 4 Wickets für 10 Runs. Für Pakistan konnte sich Eröffnungs-Batterin Muneeba Ali etablieren. Mit Bismah Maroof erreichte sie 35 Runs und schied dann nach 37 Runs aus. Ihr folgte Omaima Sohail, die zusammen mit Maroof die Vorgabe der West Indies im vorletzten Innings einholen konnte. Sohail erzielte dabei 22* und Maroof 20* Runs. Die beiden Wickets für die West Indies erzielten Afy Fletcher und Shakera Selman. Als Spielerin des Spiels wurde Nida Dar ausgezeichnet.
| 22. März Scorecard | Wellington | Südafrika 271-5 (50)             | – | Australien 272-5 (45.2) |
|                    |            | Australien gewinnt mit 5 Wickets |   |                         |

Australien gewann den Münzwurf und entschied sich als Feldmannschaft zu beginnen. Die südafrikanischen Eröffnungs-Batterinnen Lizelle Lee und Laura Wolvaardt konnten eine Partnerschaft über 88 Runs erreichen. Nachdem Lee nach 36 Runs ausgeschieden war, folgte Lara Goodall mit 15 Runs an der Seite von Wolvaardt. Nachdem diese ihr Wicket verloren hatte, kam Kapitänin Suné Luus auf das Feld und zusammen mit Wolvaardt erzielte sie eine Partnerschaft über 91 Runs. Nachdem Wolvaardt nach 90 Runs und Luus nach 52 Runs jeweils mit einem Half-Century ausschieden konnten Mignon du Preez und Marizanne Kapp eine weitere Partnerschaft aufbauen. Du Preez wurde nach ihrem ausscheiden nach 14 Runs durch Chloe Tryon ersetzt die zusammen mit Kapp das Innings beendete. Kapp hatte zu diesem Zeitpunkt 30* Runs erreicht und Tryon 17. Für Australien haben 4 Bowlerinnen jeweils ein Wicket erreicht. Nachdem Australien früh ein Wicket verloren hatte, konnte sich Kapitänin Meg Lanning etablieren. An ihrer Seite erzielte Rachael Haynes 17 Runs und Beth Mooney 21 Runs, bevor sie mit Tahlia McGrath eine Partnerschaft über 93 Runs erzielte. Nachdem Ashleigh Gardner an der Seite von Lanning 22 Runs erreicht hatte, konnte Annabel Sutherland zusammen mit Lanning die Vorgabe im 46. Over einholen. Lanning hatte bis dahin ein Century über 135* Runs aus 130 Bällen erreicht und Sutherland 22 Runs. Beste Bowlerinnen für Südafrika waren Shabnim Ismail mit 2 Wickets für 33 Runs und Chloe Tryon mit 2 Wickets für 44 Runs. Als Spielerin des Spiels wurde Meg Lanning ausgezeichnet.
| 22. März Scorecard | Hamilton | Indien 229-7 (50)           | – | Bangladesch 119 (40.3) |
|                    |          | Indien gewinnt mit 110 Runs |   |                        |

Für Indien begannen Smriti Mandhana und Shafali Verma mit einer Partnerschaft über 74 Runs. Beide verloren innerhalb von wenigen Bällen ihr Wicket, Mandhana nach 30 Runs und Verma nach 42 Runs, woraufhin Yastika Bhatia auf das Feld kam und sich etablieren konnte. An ihrer Seite erzielte Harmanpreet Kaur 14 Runs und Richa Ghosh 26 Runs. Nachdem Pooja Vastrakar auf das Feld gekommen war, verlor Bhatia nach einem Fifty über 50 Runs ihr Wicket. Die hineinkommende Sneh Rana konnte noch 27 Runs hinzufügen bis zu ihrem Ausscheiden und Vastrakar beendete das Innings mit 30* Runs und einer Vorgabe von 230 Runs für Bangladesch. Beste Bowlerin für Bangladesch war Ritu Moni mit 3 Wickets für 37 Runs. Von den bangladeschischen Eröffnungs-Batterinnen konnte Murshida Khatun 19 Runs erzielen, während an ihrer Seite mehrere Wickets verloren wurden. Ihr folgte Lata Mondal die zusammen mit Salma Khatun eine Partnerschaft von 40 Runs erbringen konnte. Katun schied nach 32 Runs aus und wurde durch Ritu Moni gefolgt. Nachdem Mondal nach 24 Runs ausschied und weitere Wickets fielen, endete das Innings als auch Moni nach 16 Runs im 41. Over ausschied. Beste indische Bowlerin war Sneh Rana mit 4 Wickets für 30 Runs. Als Spielerin des Spiels wurde Yastika Bhatia ausgezeichnet.
| 24. März Scorecard | Wellington | Südafrika 61-4 (10.5/26) | – | West Indies |
|                    |            | No Result                |   |             |

Auf Grund von Regenfällen wurde der Beginn des Spiels verschoben und auf 26 Over verkürzt. Die West Indies gewannen den Münzwurf und entschieden sich als Feldmannschaft zu beginnen. Südafrika verlor früh mehrere Wickets, bis sich Mignon du Preez etablieren konnte. Als diese 38* Runs erreicht hatte, begann es im 11. Over abermals zu regnen und das Spiel wurde abgebrochen.
| 24. März Scorecard | Christchurch | Pakistan 105 (41.3)           | – | England 107-1 (19.2) |
|                    |              | England gewinnt mit 9 Wickets |   |                      |

England gewann den Münzwurf und entschied sich als Feldmannschaft zu beginnen. Von den pakistanischen Eröffnungs-Batterinnen konnte sich zunächst Sidra Ameen etablieren. Nachdem diese nach 32 Runs ausgeschieden war, war es Sidra Nawaz die 23 Runs beitragen konnte. Da die anderen Spielerinnen jedoch zumeist früh ihr Wicket verloren, endete das Innings nach einer Vorgabe über 106 Runs für England im 42. Over. Beste englische Bowlerinnen waren Katherine Brunt mit 3 Wickets für 17 Runs und Sophie Ecclestone mit 3 Wickets für 18 Runs. Für England konnte Eröffnungs-Batterin Danni Wyatt zusammen mit Kapitänin Heather Knight die Vorgabe im 20. Over einholen. Wyatt erzielte dabei ein Half-Century über 76* Runs, Knight 24* Runs. Das pakistanische Wicket erzielte Diana Baig. Als Spielerin des Spiels wurde Danni Wyatt ausgezeichnet.
| 25. März Scorecard | Wellington | Bangladesch 135-6 (43/43)        | – | Australien 136-5 (32.1/43) |
|                    |            | Australien gewinnt mit 5 Wickets |   |                            |

Auf Grund von Regenfällen wurde der Beginn des Spiels verschoben und auf 43 Over verkürzt. Australien gewann den Münzwurf und entschied sich als Feldmannschaft zu beginnen. Von den bangladeschischen Eröffnungs-Batterinnen konnte sich zunächst Sharmin Akhter etablieren und an ihrer Seite Murshida Khatun 12 Runs erzielen. Akhter schied nach 24 Runs aus. Eine weitere Partnerschaft entstand zwischen Rumana Ahmed und Lata Mondal, wobei Ahmed nach 15 Runs ihr Wicket verlor. Daraufhin kam Salma Khatun auf das Feld. Mondal schied nach 33 Runs aus und Khatun konnte mit 15* Runs das Innings beenden und die Vorgabe auf 136 Runs erhöhen. Beste Bowlerinnen für Australien waren Jess Jonassen mit 2 Wickets für 13 Runs und Ashleigh Gardner mit 2 Wickets für 23 Runs. Für Australien konnte Alyssa Healy zunächst 15 Runs erreichen, bevor sich Beth Mooney etablieren konnte. An ihrer Seite erzielte Ashleigh Gardner 13 Runs, bevor Mooney zusammen mit Annabel Sutherland und einer Partnerschaft über 66* Runs die Vorgabe einholen konnte. Mooney erzielte dabei ein half-Century über 66* Runs und Sutherland 26 Runs. Beste Bowlerin für Bangladesch war Salma Khatun mit 3 Wickets für 23 Runs. Als Spielerin des Spiels wurde Beth Mooney ausgezeichnet.
| 26. März Scorecard | Christchurch | Neuseeland 265-8 (50)          | – | Pakistan 194-9 (50) |
|                    |              | Neuseeland gewinnt mit 71 Runs |   |                     |

Pakistan gewann den Münzwurf und entschied sich als Feldmannschaft zu beginnen. Für Neuseeland konnte sich zunächst Suzie Bates etablieren und an ihrer Seite Sophie Devine 12 Runs, Amelia Kerr 24 Runs und Maddy Green 23 Runs erzielen. Nachdem Brooke Halliday auf das Feld gekommen war, verlor Bates nach einem Century über 126 Runs aus 135 Bällen ihr Wicket. Halliday schied nach 29 Runs aus und Katey Martin konnte dann mit ungeschlagenen 30* Runs die Vorgabe auf 266 Runs erhöhen. Beste pakistanische Bowlerin war Nida Dar mit 3 Wickets für 39 Runs. Von den pakistanischen Eröffnungs-Batterinnen konnte Muneeba Ali 29 Runs und Sidra Ameen 14 Runs erreichen. Daraufhin etablierte sich Kapitänin Bismah Maroof und nachdem an ihrer Seite Omaima Sohail 14 Runs erreichte, konnte sie mit Nida Dar eine Partnerschaft über 82 Runs aufbauen. Maroof schied nach 38 Runs aus und kurz darauf auf Dar nach einem Half-Century über 50 Runs. Den verbliebenen Batterinnen gelang es nicht mehr die Vorgabe einzuholen. Beste Bowlerin für Neuseeland war Hannah Rowe mit 5 Wickets für 55 Runs. Als Spielerin des Spiels wurde Suzie Bates ausgezeichnet.
| 27. März Scorecard | Wellington | England 234-6 (50)           | – | Bangladesch 134 (48) |
|                    |            | England gewinnt mit 100 Runs |   |                      |

England gewann den Münzwurf und entschied sich als Schlagmannschaft zu beginnen. Für sie konnte sich von den Eröffnungs-Batterinnen Tammy Beaumont etablieren und baute mit Natalie Sciver eine Partnerschaft über 60 Runs auf. Beaumont schied nach 33 Runs aus und Sciver kurz darauf nach 40 Runs. Daraufhin konnte Amy Jones zusammen mit Sophie Dunkley eine Partnerschaft über 72 Runs erzielen. Nachdem Jones ihr Wicket nach 31 Runs verloren hatte, folgte ihr Katherine Brunt. Dunkley schied nach einem Half-Century über 67 Runs aus und Brunt konnte dann zusammen mit Sophie Ecclestone die Vorgabe bis zum Ende des Innings auf 235 Runs erhöhen. Brunt erzielte dabei 24* Runs und Ecclestone 17* Runs. Beste Bolwerin für Bangladesch war Salma Khatun mit 2 Wickets für 46 Runs. Für Bangladesch konnten die Eröffnungs-Batterinnen Shamima Sultana und Sharmin Akhter eine Partnerschaft über 42 Runs erreichen. Beide schieden kurz nacheinander mit jeweils 23 Runs aus und nach ihnen konnte Kapitänin Nigar Sultana 22 Runs erreichen. Von den verbliebenen Batterinnen war es dann Lata Mondal die mit 30 Runs herausstechen konnte, jedoch reichte dieses nicht um die Vorgabe einzuholen. Beste englische Bowlerinnen waren Sophie Ecclestone mit 3 Wickets für 15 Runs und Charlie Dean mit 3 Wickets für 31 Runs. Als Spielerin des Spiels wurde Sophie Dunkley ausgezeichnet.
| 27. März Scorecard | Christchurch | Indien 274-7 (50)               | – | Südafrika 275-7 (50) |
|                    |              | Südafrika gewinnt mit 3 Wickets |   |                      |

Indien gewann den Münzwurf und entschied sich als Schlagmannschaft zu beginnen. Deren Eröffnungs-Batter, Smriti Mandhana und Shafali Verma erreichten zusammen eine Partnerschaft über 91 Runs. Nachdem Verna nach einem Half-Century über 53 Runs ausgeschieden war, konnte Mandhana zusammen mit der Kapitänin Mithali Raj eine weitere Partnerschaft über 80 Runs erzielen. Mandhana verlor dann nach einem Fifty über 71 Runs ihr Wicket und wurde durch Harmanpreet Kaur ersetzt. Raj schied, nachdem sie selbst ein Half-Century erzielte nach 68 Runs aus und Kaur, die im letzten Over ihr Wicket verlor, konnte mit ihren 48 Runs die Vorgabe auf 275 Runs erhöhen. Beste südafrikanische Bowlerinnen waren Masabata Klaas mit 2 Wickets für 38 Runs und Shabnim Ismail mit 2 Wickets für 42 Runs. Für Südafrika konnte Eröffnungs-Batterin Laura Wolvaardt zusammen mit der dritten Schlagfrau Lara Goodall eine Partnerschaft über 125 Runs aufbauen. Nachdem Goodall nach 49 Runs ihr Wicket verloren hatte, schied auch Wolvaardt kurz darauf mit einem Fifty über 80 Runs aus. Ihnen folgte Kapitänin Suné Luus die an der Seite der sich etablierenden Mignon du Preez 22 Runs erreichte. An der Seite von du Preez erzielten dann Marizanne Kapp 32 Runs und Chloe Tryon 17 Runs. Du Preez konnte dann mit dem letzten Ball die Vorgabe der indischen Mannschaft einholen, nachdem sie kurz zuvor nur durch einen No Ball der indischen Bowlerin gerettet wurde, und hatte zu diesem Zeitpunkt ein Fifty über 52* Runs erzielt. Die besten indische Bowlerinnen waren Harmanpreet Kaur mit 2 Wickets für 42 Runs und Rajeshwari Gayakwad mit 2 Wickets für 61 Runs. Als Spielerin des Spiels wurde Mignon du Preez ausgezeichnet.

## Halbfinale
| 30. März Scorecard | Wellington | Australien 305-3 (45/45)        | – | West Indies 138 (45/45) |
|                    |            | Australien gewinnt mit 157 Runs |   |                         |

Auf Grund von Regenfällen wurde der Beginn des Spiels verschoben und auf 45 Over verkürzt. Die West Indies gewannen den Münzwurf und entschieden sich als Feldmannschaft zu beginnen. Für Australien konnten die Eröffnungs-Batterinnen Rachael Haynes und Alyssa Healy eine Partnerschaft über 216 Runs erzielen. Nachdem Healy nach einem Century über 129 Runs aus 107 Bällen ausschied und Haynes ein Fifty über 85 Runs erreicht hatte, konnte Kapitänin Meg Lanning (26* Runs) und Beth Mooney (43* Runs) mit einer Partnerschaft über 69* Runs die Vorgabe auf 306 Runs erhöhen. Beste Bowlerin für die West Indies war Chinelle Henry mit 2 Wickets für 51 Runs. Für die West Indies konnte Deandra Dottin an der Seite der dritten Schlagfrau Hayley Matthews zunächst 34 Runs erreichen. Daraufhin konnte sich Kapitänin Stafanie Taylor etablieren und auch Matthews verlor ihr Wicket nach 34 Runs. An der Seite von tayler konnte sich dann niemand mehr etablieren und die letzten beiden Schlagfrauen, Chinelle Henry und Anisa Mohammed, konnten Verletzungsbedingt nicht an den Schlag. So endete das Innings, nachdem Taylor nach 48 uns ihr Wicket verlor. Beste Bowlerin für Australien war Jess Jonassen mit 2 Wickets für 14 Runs. Als Spielerin des Spiels wurde Alyssa Healy ausgezeichnet.
| 31. März Scorecard | Christchurch | England 293-8 (50)           | – | Südafrika 156 (38) |
|                    |              | England gewinnt mit 137 Runs |   |                    |

Südafrika gewann den Münzwurf und entschied sich als Feldmannschaft zu beginnen. Von den englischen Eröffnungs-Batterinnen konnte sich Danni Wyatt etablieren. Nachdem an ihrer Seite Natalie Sciver 15 Runs und Amy Jones 28 Runs erzielten, konnte sie mit Sophia Dunkley eine Partnerschaft über 116 Runs erzielen. Daraufhin verlor Wyatt nach einem Century über129 Runs aus 125 Bällen ihr Wicket und Dunkley fand Sophie Ecclestone als Partnerin. Im letzten Over schied Dunkley nach einem Fifty über 60 Runs aus, ebenso wie Ecclestone nach 24 Runs. Beste südafrikanische Bowlerin war Shabnim Ismail mit 3 Wickets für 46 Runs. Nachdem Südafrika früh zwei Wickets verloren hatte, konnte an dr Seite von Lara Goodall Kapitänin Suné Luus 21 Runs erreichen. Es folgte Mignon du Preez und Goodall schied nach 29 Runs aus. Nachdem Marizanne Kapp 21 Runs erreichte, berlor auch du Preez ihr Wicket nach 30 Runs. Zuletzt konnten dann Trisha Chetty mit 21 Runs und Shabnim Ismail mit 12 Runs noch einmal eine Partnerschaft hinzufügen, jedoch endete das Innings nach deren Ausscheiden im 38. Over mit einer hohen Niederlage. Beste englische Bowlerin war Sophie Ecclestone mit 6 Wickets für 36 Runs. Als Spielerin des Spiels wurde Danni Wyatt ausgezeichnet.

## Finale
| 3. April Scorecard | Christchurch | Australien 356-5 (50)          | – | England 285 (43.4) |
|                    |              | Australien gewinnt mit 71 Runs |   |                    |

England gewann den Münzwurf und entschied sich als Feldmannschaft zu beginnen. Für Australien konnten die Eröffnungs-Batterinnen Alyssa Healy und Rachael Haynes eine Partnerschaft über 160 Runs aufbauen. Nachdem Haynes nach einem Fifty über 68 Runs ausgeschieden war, kam Beth Mooney auf das Feld und mit ihr konnte Healy eine Partnerschaft über 156 Runs erzielen. Diese endete, als Healy nach einem Century über 170 Runs aus 138 Bällen ihr Wicket verlor. Mooney schied nach einem Half-Century über 62 uns aus und von den verbliebenen Batterinnen konnte Ellyse Perry noch 17* Runs hinzufügen, bevor das Innings mit einer Vorgabe von 357 Runs endete. Beste englische Bowlerin war Anya Shrubsole mit 3 Wickets für 46 Runs. Nachdem für England Eröffnungs-Batterin Tammy Beaumont mit Kapitänin Heather Knight eine kurze Partnerschaft aufbauen konnte, verlor Beaumont nach 27 Runs ihr Wicket. Nach ihr konnte Natalie Sciver sich etablieren und Knight schied nach 26 Runs aus. An der Seite von Sciver erzielten dann Amy Jones 20 Runs und Sophia Dunkley 23 Runs. Mit Charlie Dean gelang ihr dann eine Partnerschaft über 65 Runs, bevor Dean nach 21 Runs ausschied. Das letzte Wicket fiel dann im 44. Over, als Sciver bei 128* Runs aus 121 Bällen stand und Australien hatte sich den siebten Weltmeistertitel gesichert. Beste Bowlerinnen für Australien waren Jess Jonassen mit 3 Wickets für 57 Runs und Alana King miz 3 Wickets für 64 Runs. Als Spielerin des Spiels wurde Alyssa Healy ausgezeichnet.

## Statistiken
Während des Turniers wurden die folgenden Cricketstatistiken erreicht.
| WODIs             | WODIs      | WODIs   | WODIs   | WODIs   | WODIs   | WODIs   | WODIs   | WODIs   |
| Batting           | Batting    | Batting | Batting | Batting | Batting | Batting | Batting | Batting |
| Spieler           | Mannschaft | Spiele  | Innings | Runs    | Average | HS      | 100s    | 50s     |
| ----------------- | ---------- | ------- | ------- | ------- | ------- | ------- | ------- | ------- |
| Alyssa Healy      | Australien | 9       | 9       | 509     | 56,55   | 170     | 2       | 2       |
| Rachael Haynes    | Australien | 9       | 9       | 497     | 62,12   | 130     | 1       | 3       |
| Natalie Sciver    | England    | 9       | 8       | 436     | 72,66   | 148*    | 2       | 1       |
| Laura Wolvaardt   | Südafrika  | 8       | 8       | 433     | 54,12   | 90      | 0       | 5       |
| Meg Lanning       | Australien | 9       | 9       | 394     | 56,28   | 135*    | 1       | 2       |
| Bowling           |            |         |         |         |         |         |         |         |
| Spieler           | Mannschaft | Spiele  | Overs   | Wickets | Average | BBI     | 5W      | 10W     |
| Sophie Ecclestone | England    | 9       | 85.3    | 21      | 15,61   | 6/36    | 1       | 0       |
| Shabnim Ismail    | Südafrika  | 8       | 60.5    | 14      | 17,50   | 3/27    | 0       | 0       |
| Jess Jonassen     | Südafrika  | 8       | 60.3    | 13      | 18,82   | 3/58    | 0       | 0       |
| Alana King        | Australien | 9       | 65.0    | 12      | 24,50   | 3/59    | 0       | 0       |
| Marizanne Kapp    | Südafrika  | 8       | 66.3    | 12      | 26,25   | 5/45    | 1       | 0       |
| Ayabonga Khaka    | Südafrika  | 8       | 67.1    | 12      | 28,08   | 4/32    | 0       | 0       |

## Organisation und Umfeld

### Preisgelder
Insgesamt wurden 3,5 Millionen US-Dollar als Preisgeld ausgespielt, was eine Erhöhung um 1,5 Millionen zur letzten Ausgabe ist. Der Sieger erhielt dabei 1,32 Millionen, der zweitplatzierte 600.000 US-Dollar.

### Covid-bedingte Regelanpassungen
Für den Fall das ein Team von Covid-Infektionen geschwächt sei, wurden Regeln erlassen, um das Spielen dennoch zu ermöglichen. So hätten neun Spielerinnen ausgereicht um das Spiel zu absolvieren, wobei es dann die Möglichkeit für zwei Einwechselspielerinnen gegeben hätte aus dem Team-Management, die jedoch nicht am Schlag oder als Bowlerin hätten tätig werden dürfen.

### Übertragungsrechte
Die folgenden Übertragungsrechte wurden vergeben:
| Ort                                          | TV-Übertragung       | Web-Streaming & Mobil                |
| -------------------------------------------- | -------------------- | ------------------------------------ |
| Australien                                   | Fox                  | Fox More+                            |
| Bangladesch                                  | GTV                  | Rabbithole                           |
| Indien                                       | Star Sports          | Disney+ Hotstar                      |
| Sri Lanka                                    | Yupp TV, Star Sports |                                      |
| MENA-Region                                  |                      | CricLife, SwitchTV, StarzPlay        |
| Malaysia, Singapur, Hongkong                 |                      | Astro Cricket, Disney+Hotsar, Now TV |
| Neuseeland                                   | Sky Sport            | SkyGo, SkyNow                        |
| Pakistan                                     | PTV Sports, A Sports | PTV, ARY                             |
| Südpazifik                                   | TVWAN                | Digicel App                          |
| Südafrika                                    | SuperSport           | SuperSport                           |
| Subsahara Afrika                             | SuperSport           | SuperSport                           |
| Vereinigte Staaten                           |                      | Willow TV & ESPN+                    |
| Vereinigtes Königreich                       | Sky Sports           | SkyGo, SkySports YouTube             |
| Europa, Südostasien, Südamerika, Afghanistan |                      | Yupp TV                              |